# Ялина колюча (Чернівці)
Яли́на колю́ча — ботанічна пам'ятка природи місцевого значення в Україні. Розташована в межах міста Чернівці, вулиця Федьковича, 46. 
Площа 0,01 га. Статус надано згідно з рішенням виконавчого комітету Чернівецької обласної ради народних депутатів від 30 травня 1979 року № 198. Перебуває у віданні: Обласний ендокринологічний диспансер. 
Статус надано з метою збереження біогрупи декоративного виду — ялини колючої (Picea pungens).